# عبد الناصر عثمان
المستشار د. عبد الناصر عثمان نائب رئيس هيئة قضايا الدولة المصرية وعضو المكتب الفني بـقضايا الدولة، منسق عام مركز الدراسات القضائية والتدريب ومنتدب كأستاذ زائر للتدريس بالجامعات والمعاهد العلمية بمصر والعالم العربي، خبير في مجال وضع وتنفيذ برامج التدريب في نطاق العلوم القانونية والصياغة القانونية وحقوق الإنسان.

## التعليم
- ليسانس حقوق، جامعة أسيوط، بتقدير عام جيد، ترتيب الخامس علي الدفعة، سنة التخرج 1995.
- دبلوم الدراسات العليا في القانون العام - جامعة القاهرة مايو 1996 - تقدير جيد.
- دبلوم الدراسات العليا في العلوم الادارية (القانون الإداري)، جامعة القاهرة، مايو 1998 - تقدير جيد.

هذين الدبلومين يعادلان درجة الماجستير في القانون ويؤهلان للحصول علي درجة الدكتوراه.
- دكتوراه في الحقوق (تخصص قانون عام) جامعة القاهرة عام 2006 بعنوان (ولاية القضاء الإداري دراسة في ضوء المبادئ الدستورية) بتقدير جيد جدا مع تبادل الرسالة مع الجامعات الاخري.
- انتدب بالجهاز المركزي للتنظيم والإدارة عام 2019.

الوظيفة الحالية: نائب رئيس هيئة قضايا الدولة المصرية
وأستاذ زائر لتخصص القانون العام بالجامعات والمعاهد العلمية المصرية والعربية
- عضوبـقضايا الدولة منذ فبراير 2003 حتي الآن.[2]
- الحق للعمل بالمكتب الفني للمستشار رئيس قضايا الدولة، للعمل ضمن فريق يتولي معاونة السيد المستشار / رئيس قضايا الدولة في إدارة الجوانب الفنية للعمل القضائي بالهيئة بجميع قطاعتها علي مستوي الجمهورية.[3]
- الحق للعمل كمنسق عام لـمركز الدراسات القضائية والتدريب بقضايا الدولة. [3]